# Bernd Krauß (Ruderer)
Bernd Krauß (* 15. Juni 1953 in Plauen) ist ein ehemaliger Ruderer aus der Deutschen Demokratischen Republik (DDR). 1980 wurde Krauß Olympiasieger im Achter.
Der Ruderer von der SG Dynamo Potsdam gewann 1976 im Vierer ohne Steuermann seinen ersten DDR-Meistertitel. 1977 trat er zusammen mit Ortwin Rodewald im Zweier ohne Steuermann an, die beiden Potsdamer gewannen nach der DDR-Meisterschaft auch die Bronzemedaille bei den Weltmeisterschaften in Amsterdam. 1978 wechselte er in den Achter, mit dem er 1978 und 1981 DDR-Meister wurde. Bei den Weltmeisterschaften 1979 in Bled saß er im siegreichen DDR-Boot. Bei den Olympischen Spielen 1980 in Moskau gewann der Achter in der Besetzung Bernd Krauß, Hans-Peter Koppe, Ulrich Kons, Jörg Friedrich, Jens Doberschütz, Ulrich Karnatz, Uwe Dühring und Schlagmann Bernd Höing mit Klaus-Dieter Ludwig als Steuermann mit fast drei Sekunden Vorsprung auf die zweitplatzierten Briten. Für diesen Erfolg wurde er mit dem Vaterländischen Verdienstorden in Silber ausgezeichnet. 1981 belegte der DDR-Achter mit Krauß noch einmal den vierten Platz bei den Weltmeisterschaften.
Krauß, von Beruf Diplomlehrer für deutsche Sprache und Literatur, war im Rang eines Leutnants der VP bei der Bezirksbehörde der Deutschen Volkspolizei (BDVP) Potsdam angestellt. Nach der Wende wechselte er als Lehrer an ein Sportgymnasium.